# لقلقي أنيق
لقلقي أنيق (الاسم العلمي:Pelargonium elegans) هو نوع من النباتات يتبع جنس اللقلقي من الفصيلة الغرنوقية.